# 吉成圭子
吉成 圭子（よしなり けいこ、1972年〈昭和47年〉6月8日 - ）は、日本の元歌手。1991年にデビュー、1992年に発足した制服向上委員会の初代リーダー、初代会長として活動し、1997年に芸能界から引退した。

## 経歴
東京都出身。1991年9月、こしばてつやの漫画『IKENAI! いんびテーション』の実写オリジナルビデオ作品が発売され、吉成は出演および主題歌を担当する。1992年、映像プロデューサーの高橋廣行が森伸之の『女子高制服図鑑』からアイデアを得て都内の女子高生の制服を紹介する映像ビデオを制作することを思い立ち、そのビデオ用のテーマ曲のために所属タレントの吉成圭子をリーダーとした制服向上委員会が結成される。
制服向上委員会として、1993年にポニーキャニオンからシングル「制服宣言」、シングル「清く正しく美しく」をリリース、またビデオ『おしゃれ制服図鑑』の夏服編と冬服編が発売された。その後キティレコードからシングル「笑顔がスキッ!」（1993年）、シングル「おはよう!」（1994年）、アルバム『愛と勇気と思いやり』（1994年）、シングル「同級生」（1995年）、ビデオ『制服向上委員会活動日誌』（1993年）、ビデオ『ライブライドルNo.1』（1994年）が発売された。また1995年にはビクターエンタテインメントからビデオ『決定!オリジナル制服'95 ベスト20』の夏服版、冬服版が発売された。
ソロとしてはポリドールから、1994年にテレビアニメ『魔法騎士レイアース』のエンディングテーマ曲「明日への勇気」、1995年にテレビアニメ『行け!稲中卓球部』の挿入歌「君だけの道」、『魔法騎士レイアース』の第二期エンディングテーマ曲「いつか輝く」、1stソロアルバム『蒼い天使の糸』をリリースした。またNHK衛星第2で放送された「アイドル・オン・ステージ」にも出演した。
1995年10月、アイドルジャパンレコードが設立され、吉成は取締役に就任する。以後、制服向上委員会はアイドルジャパンレコードに所属し、メジャー・レーベルとの付き合いをやめてインディーズとして活動していくこととなる。
1997年9月、吉成はアメリカ留学のために芸能界から引退する。1997年10月に引退記念アルバム『ちゅう・ちゅう・ちゅう』がリリースされた。
2012年時点の近況報告では、男児3人の母親で、アパレルの仕事をしていると答えている。

## ディスコグラフィ

### シングル
| 発売日         | タイトル                | 発売元       | 規格品番  | 備考                                                        |
| -------------- | ----------------------- | ------------ | --------- | ----------------------------------------------------------- |
| 1991年9月21日  | IKENAI!いんびテーション | 日本クラウン | CRDP-21   | 吉成圭子＆RIPPLES名義                                       |
| 1994年12月01日 | 明日への勇気            | ポリドール   | PODH-1231 | テレビアニメ「魔法騎士レイアース」エンディング・テーマ曲    |
| 1995年03月15日 | 君だけの道              | ポリドール   | PODH-1246 | テレビアニメ『行け!稲中卓球部』挿入歌                       |
| 1995年10月25日 | いつか輝く              | ポリドール   | PODH-1278 | テレビアニメ「魔法騎士レイアース」2期エンディング・テーマ曲 |

### アルバム
| 発売日         | タイトル               | 発売元     | 規格品番  | 備考 |
| -------------- | ---------------------- | ---------- | --------- | ---- |
| 1995年12月21日 | 蒼い天使の糸           | ポリドール | POCH-1549 |      |
| 1997年10月25日 | ちゅう・ちゅう・ちゅう | ポリドール | POCH-1655 |      |